# UNTreF Vóley
L'UNTreF Vóley è una società pallavolistica argentina, con sede a Villa Lynch e militante nel massimo campionato argentino, la Liga Argentina de Voleibol; il club appartiene alla Universidad Nacional de Tres de Febrero.

## Storia
L'UNTreF Vóley viene fondato nel 2011, come club di pallavolo professionistico della Universidad Nacional de Tres de Febrero. Iscritto in Liga A2, centra immediatamente la promozione nella Liga Argentina de Voleibol, esordendovi nella stagione 2012-13: ottiene costantemente risultati di bassa classifica, centrando i play-off scudetto solo nel campionato 2014-15, uscendo però di scena già ai quarti di finale. Raggiunge la prima finale della propria storia in occasione della Coppa Argentina 2016, vincendo il suo primo titolo. In seguito raggiunge la finale della Coppa Desafío 2018, vincendo il secondo trofeo della propria storia.

## Rosa 2017-2018
| N° | Nome                | Ruolo | Data di nascita   | Nazionalità sportiva |
| -- | ------------------- | ----- | ----------------- | -------------------- |
| 1  | Santiago Arroyo     | L     | 10 agosto 1999    | Argentina            |
| 2  | Osniel Melgarejo    | S     | 18 dicembre 1997  | Cuba                 |
| 3  | Liván Osoria        | C     | 5 febbraio 1994   | Cuba                 |
| 4  | Lucas Sferrayo      | S/O   | 29 agosto 1997    | Argentina            |
| 5  | Julián López        | C     | 12 agosto 1995    | Argentina            |
| 6  | Joaquín Turchet     | S     | 28 maggio 1985    | Argentina            |
| 7  | Sebastián Deppiaggi | P     | 30 marzo 1982     | Argentina            |
| 8  | Mariano Giustiniano | S     | 4 aprile 1986     | Argentina            |
| 9  | Esteban Símaro      | P     | 14 luglio 1982    | Argentina            |
| 10 | Liam Arreche        | C     | 30 dicembre 1997  | Argentina            |
| 11 | Leandro Brusco      | S/O   | 12 gennaio 1986   | Argentina            |
| 12 | Estevan Cabrera     | S     | 12 novembre 1985  | Argentina            |
| 13 | Jorge Paredes       | C     | 27 marzo 1999     | Argentina            |
| 14 | Ignacio Espelt      | S     | 20 maggio 1997    | Argentina            |
| 15 | Dariel Albo         | S/O   | 17 gennaio 1992   | Cuba                 |
| 15 | Kaio Rocha          | S/O   | 15 agosto 1986    | Brasile              |
| 16 | Tomás Dobniuk       | L     | 15 giugno 1999    | Argentina            |
| 17 | Juan Guzmán         | S     | 21 settembre 1995 | Argentina            |
| 17 | Juan Manuel Mangini | S/O   | 29 novembre 1999  | Argentina            |
| 18 | Luciano Zornetta    | L     | 6 marzo 1993      | Argentina            |
| 19 | Tomás Baricic       | P     | 29 aprile 1997    | Argentina            |
| 20 | Matías Bistoletti   | C     | 19 maggio 1998    | Argentina            |
| 20 | Tomás Iturrieta     | S     | 31 maggio 1997    | Argentina            |

## Palmarès
- Coppa Desafío: 2

2018, 2019
- Coppa Argentina: 1

2016